# کلی جم
کلی جم (انگلیسی: Clay Jam) یک بازی ویدئویی خمیری تک‌نفره و چندنفره برای سکوهای اندروید و آی‌اواس می‌باشد که توسط فت پیبل توسعه و زینگا نشر پیدا کرده است.